# Glee: The Music, The Power of Madonna
Glee: The Music, The Power of Madonna è il primo EP del cast della serie televisiva statunitense Glee, pubblicato il 20 aprile 2010.
Il disco contiene delle cover tratte dal quindicesimo episodio della prima stagione Come Madonna (The Power of Madonna), dedicato alla cantautrice statunitense Madonna.

## Tracce
1. Express Yourself – 4:01
2. Borderline / Open Your Heart – 2:18
3. Vogue – 5:15
4. Like a Virgin (feat. Jonathan Groff) – 3:17
5. 4 Minutes – 3:11
6. What It Feels Like for a Girl – 4:32
7. Like a Prayer (feat. Jonathan Groff) – 5:22

Tracce nella versione in download digitale
1. Burning Up (feat. Jonathan Groff) – 3:06

## Formazione
- Dianna Agron
- Chris Colfer
- Jonathan Groff
- Jane Lynch
- Jayma Mays
- Kevin McHale
- Lea Michele
- Cory Monteith
- Amber Riley
- Naya Rivera
- Mark Salling
- Jenna Ushkowitz

## Classifiche
| Classifica (2010) | Posizione massima |
| ----------------- | ----------------- |
| Australia         | 10                |
| Belgio (Vallonia) | 93                |
| Canada            | 1                 |
| Paesi Bassi       | 97                |
| Stati Uniti       | 1                 |